# Рабинович, Марк Яковлевич
Марк Яковлевич Рабинович, псевдоним Мордехай Бен-Ами (1854 — 1932) — русско-еврейский писатель, публицист.

## Биография
Родился в ортодоксальной семье. Рано потеряв отца, испытал много тяжёлых лишений. Девятилетним ребенком он, пользуясь временным приютом у родственника-корчмаря (близ Аккермана), прислуживал за стойкой. Пробыв затем два года в одесском иешиботе, по желанию родных, служил на лесном дворе в Аккермане, а затем в мелочной лавке в Одессе. Поступил в талмуд-тору, а через год в гимназию. Будучи студентом Новороссийского университета дебютировал в литературе статьёй «О необходимости специальных учебников русского языка для еврейских школ» («Рассвет», 1881, № 7), в которой выступил с проповедью служения интересам родного народа и обличал ассимиляторские тенденции еврейской интеллигенции. В том же году, когда на юге России разразились погромы стал усиленно агитировать за организацию кружков самообороны. Участвовал в противостоянии погромщикам и черносотенцам, примкнул к Ховевей Цион. С 1881 до 1887 жил во Франции и Швейцарии, затем вернулся в Россию, с началом революционных событий снова вернулся в Европу и в 1923 оттуда переселился в Палестину.

### Творчество
Осенью 1881 отправился, в качестве делегата сионистского конгресса, в Париж, чтобы просить Всемирный еврейский союз облегчить участь еврейских эмигрантов, под влиянием погромной паники устремившихся в Галицию. Печатал в «Восходе» «Письма» за подписью «Рейш-Гелута». В 1882, живя в Женеве написал свои первые рассказы: «Отрывки» и «Ханука»; за ними последовали: «Пурим» (1883), «Приезд цадика» (1883), «Бен-Юхид» (быль из времён «ловчиков», 1884), «Баал Тефило» (1884), «Лаг Баомер» (1886) и «Неожиданное счастье» (1886).
В 1887 вернулся в Одессу, где прожил до 1905. За этот период им написаны рассказы «Маленькая драма», «Через границу», «Бегство», обширная, носящая автобиографический характер повесть «Детство» («Восход», 1902—1905 годы), а также очерки «Поездка на Литву» («Восход», 1894), «Глас из пустыни» («Восход», 1900—1901), серия рассказов для юношества и детей под общим заглавием «Рассказы моим детям» и целый ряд критико-исторических очерков. С 1905 вновь поселился в Женеве. Последние годы редко занимался литературным творчеством; позднейшая повесть «А нахт ин а клейн штетл» написана на идише («Ночь в местечке», 1909).